# Pyramidula
Pyramidula là một chi rêu trong họ Funariaceae.